# Lago Fagnano
El lago Fagnano, también llamado khami, (nombre asignado por los selk'nam) es un lago extendido longitudinalmente (es decir de oeste a este) ubicado en el centrosur de la isla Grande de Tierra del Fuego, en el extremo austral de América del Sur. Su superficie es de 590 km², un 93 % se encuentra en el sector argentino de la isla y el restante 7% en la República de Chile, donde se localiza su desembocadura.

## Geografía
El lago tiene un desarrollo longitudinal este-oeste, con una longitud de aproximadamente 104 km (medidos a lo largo del eje longitudinal del lago), de los cuales 13,5 km se encuentran en territorio chileno y el resto en territorio argentino. Su profundidad máxima supera los 200 m.
La costa sur es escarpada en comparación con la norte y en esta se extiende un piedemonte de anchura considerable y bastante plano, en donde es posible reconocer dos niveles de terrazas lacustres. En su extremo occidental, se encuentra el río Azopardo que permite el desagüe del lago hasta las aguas del seno Almirantazgo, en el estrecho de Magallanes, en Chile.
El desarrollo longitudinal del lago está vinculado a la falla Fagnano-Magallanes, límite transformante entre las placas Sudamericana y Scotia. Posteriormente fue modelado por las glaciaciones. En el último máximo glacial, todo su cuenco estaba ocupado por un extenso lóbulo glaciar que fluía hacia el este. En tal situación todo el drenaje glaciar drenaba hacia el Atlántico. 
La localidad de Tolhuin es el asentamiento más importante en las proximidades del lago, cuya agua es utilizada para el abastecimiento de la población.
|              | Chile                                                               | Argentina                                                       |
| ------------ | ------------------------------------------------------------------- | --------------------------------------------------------------- |
| Ribera Norte | * Río Alonso * Esteros menores                                      | * Estero Leguizamon * Río Claro o Jofré * Varios cursos menores |
| Ribera Sur   | * Río Betbeder (régimen nival) * Río Toledo (afluente del Betbeder) | * Río Henenalhikil                                              |

## Historia
Los selknam, pueblo indígena que habitaba en la isla Grande de Tierra del Fuego desde aproximadamente el siglo XIV tras irrumpir desde la Patagonia continental, llamaron al lago Kakenchow (agua grande), o Kami (alargado). También fue llamado "El descanso del horizonte", porque la línea imaginaria del horizonte que forma la cordillera se ve interrumpida por el lago, para luego continuar del otro lado.: 19 
El primer avistamiento por parte de los colonizadores se produjo en 1892 cuando el teniente de la armada argentina Vicente Montes lo contempló desde un monte próximo. Fue rebautizado como lago Fagnano en honor al sacerdote católico salesiano monseñor José Fagnano, quien fuera el primer Administrador Apostólico de la Patagonia Meridional, Tierra del Fuego y Malvinas con sede en Punta Arenas.
En 1893 Argentina y Chile firman un protocolo limítrofe aclaratorio del Tratado de 1881 en el que la frontera es trasladada al oeste, agrandando así el sector argentino del lago.

## Población, economía y ecología

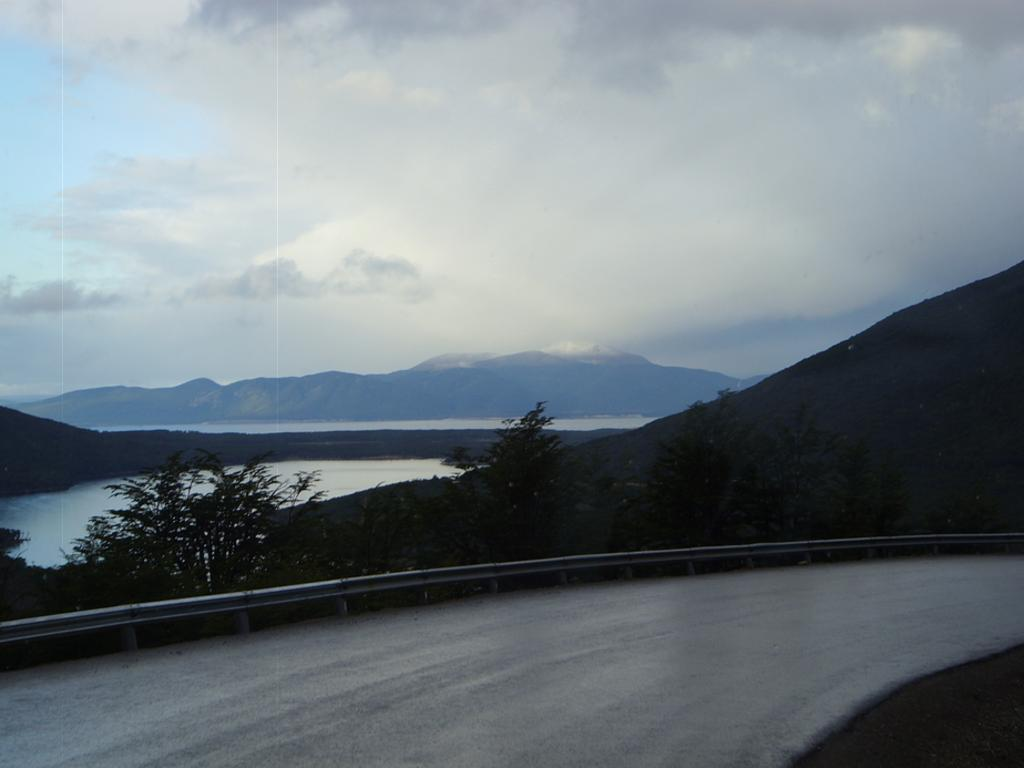
Vista de las costas más orientales del Lago Fagnano (o Kami) desde márgenes argentinas (Ruta nacional 3; que en Tierra del Fuego es continuación de la Ruta nacional 40 (Argentina).

Si se parte desde la ciudad argentina de Ushuaia, se accede al lago luego de un trayecto escénico de 100 km por Ruta Nacional 3, con la totalidad del recorrido pavimentado, pasando el cañadón del río Olivia, el valle de Tierra Mayor con sus centros invernales, el paso Garibaldi, el lago Escondido y la zona de aserraderos. En la cabecera oriental del lago se encuentra la hostería Kaikén a escasos kilómetros de la comuna de Tolhuin y las cabañas Khami. Si bien la Ruta 3 sigue un recorrido que se aparta de la costa del lago en su cabecera, es factible recorrer la misma tomando un desvío hacia la izquierda a la altura de la Hostería Kaiken, que lleva a un camino no pavimentado que se desarrolla sobre la barra de grava que se forma en la cabecera. Un puente tipo Bailey permite el cruce del río Turbio. Por este camino es posible acceder a Tolhuin desde el oeste.
Desde la ciudad argentina de Río Grande se accede al lago también por la RN N.º 3 (105 km), luego de recorrer el paisaje propio del ambiente de transición entre la estepa y la cordillera de los Andes.

Desde Chile es posible el acceso por la carretera ruta Y-85, paralela al río Rasmussen, que se interna en el parque natural Karukinka, pasa junto al lago Deseado y franquea la cordillera para llegar al río Azopardo.